# Stade Freshwater
Le Stade Freshwater (anglais : Freshwater Stadium) est un stade de football situé à Port-Vila, la capitale du Vanuatu. Le stade a une capacité de 6 500 places. Le stade accueillera les matchs de la Coupe d'Océanie de football 2024.

## Histoire
En 2018, il a été annoncé que la FIFA financerait un nouveau stade de football au Vanuatu pour la Fédération du Vanuatu de football (FVF). En février 2020, la première tranche de fonds a été utilisée pour niveler le site et faire fonctionner les services publics, tandis que la deuxième étape consistait à installer des clôtures. Les premiers travaux d'ingénierie ont été réalisés par la société locale Qualao Consulting.
La remise du stade achevé a eu lieu en mai 2022. Le mois suivant, les matches de la Ligue Sud Efaté, une ligue de deuxième rang du pays, ont commencé au stade et continueront de s'y dérouler à l'avenir. Le stade est le premier du pays à être accessible aux personnes à mobilité réduite. Il produit également sa propre énergie solaire et dispose d'un système de recirculation de l'eau qui garantit que le terrain reste sain pendant les saisons les plus sèches.
Malgré sa construction pendant la pandémie de Covid-19 et les effets de deux cyclones dans le pays, le stade a été entièrement achevé par des entreprises locales et en dessous du budget. Le coût total de la construction du stade s'élevait à 400 millions de vatu.